# NS 2600 (diesellocomotief)
De NS-locserie 2600 was een serie zesassige dieselelektrische locomotieven die tussen 1953 en 1958 werd ingezet door de Nederlandse Spoorwegen.
Zij werden gebouwd door Werkspoor, met motoren van Stork-Thomassen. De locomotieven waren aanvankelijk blauw, zoals de laatste 1100-en, en nadien waren enkele roodbruin geschilderd, zoals de 2200-en en 2400-en die in dezelfde periode in dienst kwamen. In eerste instantie zouden de locs 801-806 genummerd worden. Een maand na aflevering van de 801 werd echter besloten de serie om te nummeren naar de 2600-serie. Dit omdat niet-rangeerdiesellocs nummers vanaf de 2000-serie kregen.
Hun bijnaam was "Beelen" naar de gelijkenis met de KVP-politicus Louis Beel, die een hoog voorhoofd had waaraan de voorzijde van deze locomotieven deed denken. De locomotieven waren speciaal gebouwd voor het reizigersvervoer voornamelijk in het zuiden van Nederland, om de reizigersdiensten zo snel mogelijk zonder stoomlocomotieven te kunnen rijden. Ze werden voornamelijk ingezet op de lijn Eindhoven – Venlo. Na elektrificatie van deze lijn in 1956 hebben ze nog goederentreinen getrokken. Door hun zware langzaam lopende tweetakt-scheepsdiesels en generator voor de treinverwarming waren ze hiervoor echter niet goed geschikt. Werkspoor heeft nog voorgesteld om de dieselmotoren te vervangen door een eigen sterker type, maar dat is niet doorgegaan.
Vanwege het grote aantal defecten zijn de locomotieven al vijf jaar na ingebruikname buiten dienst gesteld en in 1960 werden alle locomotieven gesloopt. Een aantal herbruikbare onderdelen werden opgeslagen en later gebruikt om de van British Rail overgenomen serie 1500 aan te passen voor de Nederlandse omstandigheden.

## Overzicht van data in- en uitdienststellingen
| Nummer   | Fabrieksnr. | Goedkeuring       | In dienst       | Afvoer       | Sloop      |
| -------- | ----------- | ----------------- | --------------- | ------------ | ---------- |
| 801/2601 | 907         | 10 april 1953     | 26 juni 1953    | 18 juni 1958 | april 1960 |
| 802/2602 | 908         | 27 juni 1953      | 30 juli 1953    | 18 juni 1958 | juni 1960  |
| 803/2603 | 909         | 18 juli 1953      | 30 juli 1953    | 18 juni 1958 | juni 1960  |
| 804/2604 | 910         | 29 september 1953 | 19 oktober 1953 | 18 juni 1958 | juli 1960  |
| 805/2605 | 911         | 9 februari 1954   | 3 mei 1954      | 18 juni 1958 | juli 1960  |
| 806/2606 | 912         | 19 mei 1954       | 28 juni 1954    | 18 juni 1958 | juli 1960  |